# Földeák Róbert
Földeák Róbert (Budapest, 1924. november 20. –) magyar színházi rendező, a Békéscsabai Jókai Színház főrendezője.

## Élete
1949-ben végzett az Színház- és Filmművészeti Főiskolán. 1949-től a Békéscsabai Jókai Színház, 1955-től a kaposvári Csiky Gergely Színház, majd a kecskeméti Katona József Színház rendezője lett. 1968. június 22-én Budapesten feleségül vette Ágh Éva színésznőt, aki 2017. július 10-én hunyt el Budapesten.

## Színházi rendezései
A Színházi adattárban regisztrált bemutatóinak száma: 68.
| - Molière: A tudós nők - Mikszáth–Örkény István–Gyárfás Miklós: Különös házasság | - Shakespeare: Vízkereszt, vagy amit akartok - Victorien Sardou–Émile de Najac–Szenes Iván: Váljunk el |

## Filmszerepek
- Apa (1966)[5]

## Könyve
- Földeák Róbert: Klub és színházművészet, Népművelési Propaganda Iroda, Budapest, 1971.